# The She Wolf (film fra 1919)
The She Wolf er en amerikansk stumfilm fra 1919 af Clifford Smith.

## Medvirkende
- Texas Guinan
- George Chesebro
- Ah Wing som Mui Fing
- Charles Robertson som Dud Bigby
- Anna Wild som Sallie Bigby